# Funt syryjski
Funt syryjski – jednostka walutowa Syrii dzielącą się na 100 piastrów.

## Historia
Przed I wojną światową na terenie dzisiejszej Syrii obowiązywała lira turecka, ponieważ była to część Imperium Osmańskiego. Po I wojnie światowej jako walutę wprowadzono funta egipskiego. Kiedy w 1920 roku kontrolę nad terytorium dzisiejszego Libanu i Syrii przejęła Francja, wprowadziła jako walutę funta syryjskiego. Liban bił własne monety od 1924 roku, a banknoty emitował od 1925 roku. W 1939 roku obie waluty zostały formalnie oddzielone od siebie.

## Aktualne nominały
Około 1998 roku banknoty o wartości 1, 5, 10, 25 funtów zostały wycofane z obiegu; w obiegu pozostały banknoty o wartości 50, 100, 200, 500 oraz 1000 funtów. W dniu 2 lipca 2017 roku Centralny Bank Syrii wyemitował nowy banknot obiegowy o nominale 2000 funtów, a w dniu 24 stycznia 2021 roku wyemitowano banknot o nominale 5000 funtów.